# Nanceen Perry
Nanceen Perry, född den 19 april 1977 i Fairfield, Texas, är en amerikansk friidrottare inom kortdistanslöpning.
Hon tog OS-brons på 4 x 100 meter stafett vid friidrottstävlingarna 2000 i Sydney. 